# Anton Graff
Anton Graff (18. listopadu 1736, Winterthur – 22. června 1813, Drážďany) byl švýcarský portrétní malíř doby klasicismu. Působil v Německu a zanechal portréty velkého množství významných německých osobností své doby.

## Biografie

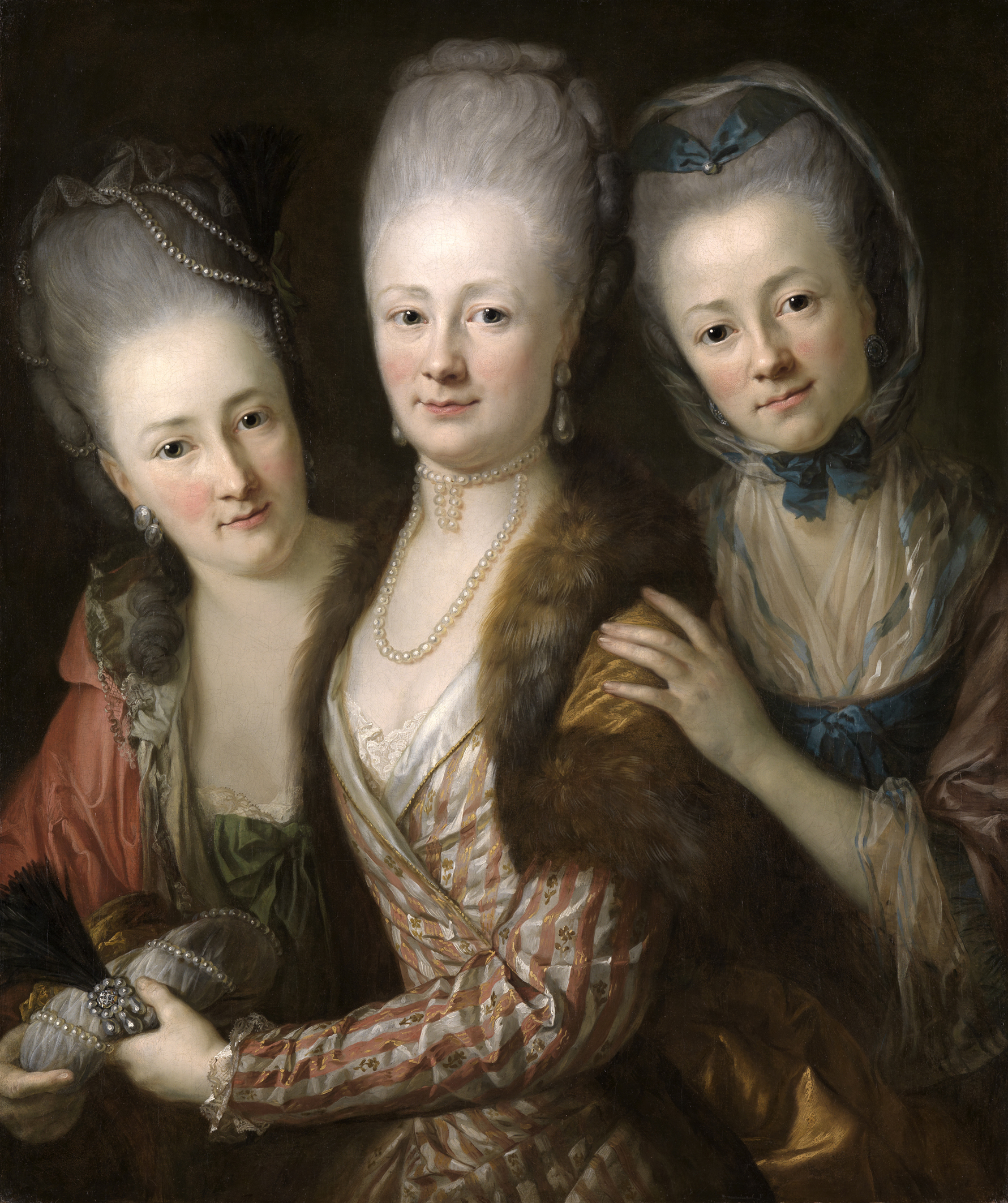
Anton Graff: Johanna Juliane von Vieth und Golssenau a její dcery (kolem 1775)

Studoval ve Winterthuru, poté pracoval na různých místech v Německu. Roku 1766 získal místo dvorního malíře a později profesora malířské akademie v Drážďanech. Byl velmi žádaným portrétistou a zanechal asi 1000 podobizen svých klientů, jak aristokratů a politiků, tak také předních umělců a intelektuálů své doby.
Českosaské Švýcarsko získalo „Švýcarsko“ ve svém názvu proto, že Antonu Graffovi a jeho krajanovi a kolegovi Adrianu Zinggovi tamní krajina připomínala jejich vlast.